# Child Online Protection Act
Pour les articles homonymes, voir COPA.
Le Child Online Protection Act (COPA) était une loi fédérale américaine, votée en 1998, destinée à protéger les mineurs des expositions pornographiques sur Internet. Elle a fait suite à l'invalidation par la Cour suprême de certaines sections du Communications Decency Act, une loi plus ancienne visant elle aussi la pornographie sur Internet. Cependant, la Child Online Protection Act a également été invalidée par les cours fédérales, qui ont estimé qu'elle était une atteinte à la liberté d'expression protégée par le premier amendement de la Constitution des États-Unis. La loi n'est jamais entrée en vigueur. 